# Émile de Bonnechose
François Paul Émile de Bonnechose, né à Leiderdorp en Hollande le 18 août 1801 et mort le 15 février 1875 à Paris, est un historien et écrivain français.

## Biographie
Emile de Bonnechose est le second fils de Louis-Gaston de Bonnechose, lieutenant-colonel ayant émigré temporairement en Hollande en 1793 puis devenu sous-préfet, et de Sara Maria Schas, descendante d'une famille calviniste hollandaise. Il est le frère cadet de l'homme d'Église français, archevêque de Rouen et cardinal Henri de Bonnechose,. Un jeune frère, Louis Charles de Bonnechose (1811-1832), fut page du roi Charles X et mourut en Vendée lors de l'insurrection légitimiste de 1832 ; le nom de guerre "Boisnormand" qu'il avait adopté à cette occasion a parfois été attribué à tort par la suite à ses frères,.
Emile de Bonnechose est d'abord élève à la toute nouvelle école de cavalerie de Saint-Cyr en 1818, puis devient officier d’État Major sous la Restauration. En 1826 il épouse Charlotte Gourly, fille d'un vice-amiral de la marine anglaise. Le couple aura trois enfants : Gaston, Charles et Alice.
Ayant accédé au grade de lieutenant, il donne sa démission en 1830 pour se consacrer à la littérature. Il contribue à la Revue Poétique du XIXè siècle. Sa tragédie Rosemonde représentée au Théâtre-Français et son poème Mort de Bailly sont récompensés par l'Académie française. Cela attire l'attention du roi Louis-Philippe Ier qui le nomme bibliothécaire du palais de Saint Cloud. Il devient ensuite bibliothécaire du château de Versailles, du Trianon et de Compiègne.
Il développe ensuite une importante activité d'historien, et publie notamment des ouvrages de référence sur les histoires de France et d’Angleterre, qui seront de nombreuses fois rééditées. Il collabore à la Revue Contemporaine et au Complément du Dictionnaire de l'Académie,
Protestant engagé, il publie plusieurs articles dans la Revue chrétienne, après que cette publication a fait paraître quelques recensions de ses œuvres. Il préside la société biblique française, fait partie du comité directeur de l'Orphelinat de Plaisance pour les jeunes filles.
Il est décoré de la Légion d'honneur le 9 mai 1838,,.

## Ouvrages

### Pièces poétiques, théâtrales ou romanesques
- 1823 : Corinthe vengée, Dithyrambe[17]
- 1827 : Rosemonde, tragédie en cinq actes et en vers[18], représentée au Théâtre Français en 1828.
- 1827 : Chant pour la Grèce (pièce mentionnée à la fin du livret de Bolivar)
- 1827 : Bolivar[19]
- 1832 : Le jeune vendéen, Elégie[20]
- 1833 : L’Egyptienne, Mise en musique par M. Zimmerman[21]
- 1833 : Mort de Bailly, Pièce en vers[22],[23], prix de poésie de l'Académie Française dans sa séance du 17 juin 1833[24]
- 1835 : Le cimetière des marins à Granville, poème[25]
- 1835 : Jane Gray, tragédie inédite en 5 actes[26],[27]
- 1835 : Angéline[28]
- 1835 : Les deux chemins dans les lettres, Dialogue en vers[29]
- 1837 : Christophe Sauval, ou La société en France sous la Restauration[30], édition remaniée en 1864 : Christophe Sauval, Chronique du temps de la Restauration[31]
- 1848 : Les fêtes de septembre à Bruxelles[32]
- 1848 : Le roi de Rome[33]

### Ouvrages historiques ou pédagogiques
- 1832 : La Plus Facile Des Grammaires[34]
- 1834 : Histoire de France[35] - Nombreuses rééditions. Édition anglaise à partir de la 13eédition[36]
- 1839 : Histoire sacrée[37] - Trois rééditions
- 1840 : Géographie historique et politique de France[38] - Plusieurs rééditions.
- 1840 : Abrégé facile de l'histoire de France, depuis l'origine jusqu'en 1830[39] - Plusieurs rééditions.
- 1844 : Jean Hus et le Concile de Constance: Les Réformateurs avant la Réforme[40] - Plusieurs rééditions - Traductions en plusieurs langues dont en allemand en 1848 (Leipzig)
- 1846 : Lettres de Jean Hus[41] - Édition en anglais la même année[42]
- 1852 : Les quatre conquêtes de l'Angleterre[43] - Prix Montyon de l’Académie Française.
- 1859-1862 : Histoire d'Angleterre depuis les temps les plus reculés[44] - Ouvrage couronné par l'Académie Française - Traduit en anglais
- 1866 : Bertrand du Guesclin: connétable de France et de Castille[45] - Plusieurs rééditions - Traduit en anglais[46]
- 1860 : Notice sur Joseph Droz (préface à Joseph Droz, Histoire du règne de Louis XVI)[47]
- 1867 : Lazare Hoche[48] - Quatre rééditions - Publié en Angleterre avec introduction en anglais[49]

### Articles ou essais
- 1834 : « Le Parlement et les sociétés de tempérance en Angleterre », in Revue de Paris[50]
- 1844 : « Les écoles de la marine », in Revue des Deux-Mondes[51],[52]
- 1850 : Les chances de salut et les conditions d'existence de la société actuelle[53]
- 1854 : « Saint Thomas Becket de Cantorbéry », in Revue Contemporaine[54]
- 1855 : « Le chancelier Bacon et son époque », in Revue Contemporaine[55]
- 1864 : « Le monument de Jean Hus et de Jérôme de Prague à Constance », in Revue Chrétienne[56]
- 1865 : « Channing en face de la nouvelle école théologique », in Revue Chrétienne[57]
- 1868 : « La crise actuelle dans l'Église réformée de France, à propos de Théodore Parker et de son école », in Revue chrétienne[58]
- 1869 : « De l’ignorance des Saintes Ecritures en France au dix-neuvième siècle », in Revue Chrétienne[59]

## Recensions

### Dans laRevue de Paris
- 1837 : H.M. sur Christophe Sauval[60]

### Dans laRevue des Deux Mondes
- 1846 : sur Lettres de Jean Hus[61]

### Dans laRevue Chrétienne
- 1859 : Rosseeuw Saint-Hilaire, sur les tomes III et IV de l'Histoire d'Angleterre[62]
- 1860 : Félix Kuhn, sur Les Réformateurs avant la Réforme[63]
- 1862 : Charles Cailliatte, sur Histoire sacrée[64]
- 1865 : Rosseeuw Saint-Hilaire, sur la 13e édition de l'Histoire de France[65]
- 1865 : Félix Kuhn, sur Christophe Sauval[66]
- 1872 : R.H., sur la 15e édition de l'Histoire de France[67]